# Hermannia helianthemum
Hermannia helianthemum är en malvaväxtart som beskrevs av Karl Moritz Schumann. Hermannia helianthemum ingår i släktet Hermannia och familjen malvaväxter. Inga underarter finns listade i Catalogue of Life.